# Projekt 1173
Projekt 1173 var ett integrationsprojekt i Stockholms stad som startades hösten 2003. Projektet initierades av ett antal fältassistenter i syfte att ungdomar boende i innerstad respektive förort skulle träffas och bearbeta sina ömsesidiga fördomar, med musik och film som fokus för verksamheten. Träffar bedrevs omväxlande i stadsdelen Östermalm i Stockholms innerstad och i (förorts)stadsdelen Bredäng i Söderort.
Projektet blev under 2005-2006 uppmärksammat av ett antal medier.[källa behövs]. Det vann 2006 Svenska kyrkans icke-våldspris på 25 000 kr. Huvuddelen av projektets finansiering kom från Allmänna arvsfonden.
Namnet på projektet kom av det belopp, 1 173 kronor, som en ensamstående förälder fick per månad i underhållsstöd. Det utgjorde samtidigt en kritik mot att detta belopp då inte hade höjts på tolv år. Bidraget höjdes 2006 med 100 kronor till 1 273 kronor.